# بطولة ويمبلدون 1953
قائمة ببطولات ويمبلدون لسنة 1953:

## فردي رجال
فايس سايكساس هزم  كورت نايلسن . النتيجة: 9-7 6-3 6-4

## فردي سيدات
ماورين كوننلي براينكر هزمت  دوريس هارت. النتيجة: 8-6, 7-5